# Liste der Flughäfen in Japan
Liste der Flughäfen in Japan
In Japan werden die Flughäfen von Gesetz wegen in drei Klassen eingeteilt:
- In der ersten Klasse befinden sich diejenigen, die internationale Drehkreuze sind. Obwohl das für Osaka-Itami durch den Bau des Flughafens Kansai nicht mehr gilt, hat Itami dennoch seine ursprüngliche Klasseneinteilung behalten.
- Die Flughäfen der zweiten Klasse konzentrieren sich auf nationale Verbindungen, wobei auch einige internationale Verbindungen, meist nach Südkorea, China und Taiwan, abgehen.
- In der dritten Klasse befinden sich kleine Flughäfen, die nur inländische Verbindungen haben.

## Liste
| Gemeinde                       | Präfektur    | ICAO | IATA | Flughafen                           | Website             |
| ------------------------------ | ------------ | ---- | ---- | ----------------------------------- | ------------------- |
|                                |              |      |      |                                     |                     |
| Flughäfen der ersten Klasse    |              |      |      |                                     |                     |
| Ikeda, Itami, Toyonaka         | Osaka, Hyōgo | RJOO | ITM  | Flughafen Osaka-Itami               | {web} {pdf}         |
| Izumisano                      | Osaka        | RJBB | KIX  | Flughafen Kansai                    | {web} {pdf}         |
| Narita                         | Chiba        | RJAA | NRT  | Flughafen Tokio-Narita              | {web} {pdf}         |
| Ōta                            | Tokyo        | RJTT | HND  | Flughafen Tokio-Haneda              | {web} {pdf}         |
| Tokoname                       | Aichi        | RJGG | NGO  | Flughafen Chūbu                     | {web} {pdf}         |
| Flughäfen der zweiten Klasse   |              |      |      |                                     |                     |
| Akita                          | Akita        | RJSK | AXT  | Flughafen Akita                     | {web} {pdf}         |
| Asahikawa                      | Hokkaidō     | RJEC | AKJ  | Flughafen Asahikawa                 | {web} {pdf}         |
| Chitose                        | Hokkaidō     | RJCC | CTS  | Flughafen Neu-Chitose               | {web} {pdf}         |
| Fukuoka                        | Fukuoka      | RJFF | FUK  | Flughafen Fukuoka                   | {web} {pdf}         |
| Hakodate                       | Hokkaidō     | RJCH | HKD  | Flughafen Hakodate                  | {web} {pdf}         |
| Higashine                      | Yamagata     | RJSC | GAJ  | Flughafen Yamagata                  | {web} {pdf}         |
| Kirishima                      | Kagoshima    | RJFK | KOJ  | Flughafen Kagoshima                 | {pdf}               |
| Kitakyūshū                     | Fukuoka      | RJFR | KKJ  | Flughafen Kitakyūshū                | {web} {pdf}         |
| Kunisaki                       | Ōita         | RJFO | OIT  | Flughafen Ōita                      | {web} {pdf}         |
| Kushiro                        | Hokkaidō     | RJCK | KUH  | Flughafen Kushiro                   | {web} {pdf}         |
| Mashiki                        | Kumamoto     | RJFT | KMJ  | Flughafen Kumamoto                  | {web} {pdf}         |
| Matsuyama                      | Ehime        | RJOM | MYJ  | Flughafen Matsuyama                 | {web} {pdf}         |
| Mihara                         | Hiroshima    | RJOA | HIJ  | Flughafen Hiroshima                 | {web} {pdf}         |
| Miyazaki                       | Miyazaki     | RJFM | KMI  | Flughafen Miyazaki                  | {web} {pdf}         |
| Naha                           | Okinawa      | ROAH | OKA  | Flughafen Naha                      | {web} {pdf}         |
| Nankoku                        | Kōchi        | RJOK | KCZ  | Flughafen Kōchi                     | {web}               |
| Natori                         | Miyagi       | RJSS | SDJ  | Flughafen Sendai                    | {web} {pdf}         |
| Niigata                        | Niigata      | RJSN | KIJ  | Flughafen Niigata                   | {web} {pdf}         |
| Obihiro                        | Hokkaidō     | RJCB | OBO  | Flughafen Obihiro (Tokachi-Obihiro) | {web} {pdf}         |
| Ōmura                          | Nagasaki     | RJFU | NGS  | Flughafen Nagasaki                  | {web} {pdf}         |
| Takamatsu                      | Kagawa       | RJOT | TAK  | Flughafen Takamatsu                 | {web} {pdf}         |
| Ube                            | Yamaguchi    | RJDC | UBJ  | Flughafen Yamaguchi/Ube             | {web} {pdf}         |
| Wakkanai                       | Hokkaidō     | RJCW | WKJ  | Flughafen Wakkanai                  | {web} {pdf}         |
| Yao                            | Osaka        | RJOY |      | Flughafen Yao                       | {pdf}               |
| Flughäfen der dritten Klasse   |              |      |      |                                     |                     |
| Aguni                          | Okinawa      | RORA | AGJ  | Flughafen Aguni                     | {pdf}               |
| Amami                          | Kagoshima    | RJKA | ASJ  | Flughafen Amami                     | {pdf}               |
| Aomori                         | Aomori       | RJSA | AOJ  | Flughafen Aomori                    | {web} {pdf}         |
| Gotō                           | Nagasaki     | RJFE | FUJ  | Flughafen Gotō-Fukue                | {web} {pdf}         |
| Hachijō                        | Tokyo        | RJTH | HAC  | Flughafen Hachijōjima               | {web} {pdf}         |
| Makinohara, Shimada            | Shizuoka     | RJNS | FSZ  | Flughafen Shizuoka                  | {web} {pdf}         |
| Hanamaki                       | Iwate        | RJSI | HNA  | Flughafen Hanamaki                  | {web} {pdf}         |
| Harue                          | Fukui        | RJNF | FKJ  | Flughafen Fukui                     | {pdf}               |
| Hikawa                         | Shimane      | RJOC | IZO  | Flughafen Izumo                     | {web} {pdf}         |
| Ie                             | Okinawa      | RORE | IEJ  | Flughafen Iejima                    | {pdf}               |
| Iki                            | Nagasaki     | RJDB | IKI  | Flughafen Iki                       | {pdf}               |
| Ishigaki                       | Okinawa      | ROIG | ISG  | Flughafen Ishigaki                  | {web} {pdf}         |
| Ishigaki                       | Okinawa      |      |      | Flughafen Neu-Ishigaki (im Bau)     |                     |
| Kawasoe                        | Saga         | RJFS | HSG  | Flughafen Saga                      | {pdf}               |
| Kikai                          | Kagoshima    | RJKI | KKX  | Flughafen Kikai                     | {pdf}               |
| Kita-Akita                     | Akita        | RJSR | ONJ  | Flughafen Odate-Noshiro             | {web} {pdf}         |
| Kitadaitō                      | Okinawa      | RORK | KTD  | Flughafen Kitadaitō                 | {pdf}               |
| Kōbe                           | Hyogo        | RJBE | UKB  | Flughafen Kōbe                      | {web} {pdf}         |
| Kōzushima                      | Tokyo        | RJAZ |      | Flughafen Kōzushima                 | {web} {pdf}         |
| Kumejima                       | Okinawa      | ROKJ | UEO  | Flughafen Kumejima                  | {pdf}               |
| Masuda                         | Shimane      | RJOW | IWJ  | Flughafen Iwami                     | {web} {pdf}         |
| Matsumoto                      | Nagano       | RJAF | MMJ  | Flughafen Matsumoto                 | {web} {pdf}         |
| Memambetsu                     | Hokkaidō     | RJCM | MMB  | Flughafen Memanbetsu                | {web} {pdf}         |
| Minamidaitō                    | Okinawa      | ROMD | MMD  | Flughafen Minamidaitō               | {pdf}               |
| Miyake                         | Tokyo        | RJTQ | MYE  | Flughafen Miyakejima                | {web} {pdf}         |
| Miyakojima                     | Okinawa      | ROMY | MMY  | Flughafen Miyako                    | {pdf}               |
| Miyakojima                     | Okinawa      | RORS | SHI  | Flughafen Shimojishima              | {pdf}               |
| Mombetsu                       | Hokkaidō     | RJEB | MBE  | Flughafen Monbetsu                  | {pdf}               |
| Nakashibetsu                   | Hokkaidō     | RJCN | SHB  | Flughafen Nakashibetsu              | {web} {pdf}         |
| Nakatane                       | Kagoshima    | RJFG | TNE  | Flughafen Neu-Tanegashima           | {pdf}               |
| Niijima                        | Tokyo        | RJAN |      | Flughafen Niijima                   | {web} {pdf}         |
| Ojika                          | Nagasaki     | RJDO |      | Flughafen Ojika                     | {web} {pdf}         |
| Okayama                        | Okayama      | RJOB | OKJ  | Flughafen Okayama                   | {web} {pdf}         |
| Okinoshima                     | Shimane      | RJNO | OKI  | Flughafen Oki                       | {web} {pdf}         |
| Okushiri                       | Hokkaidō     | RJEO | OIR  | Flughafen Okushiri                  | {web} {pdf}         |
| Ōshima                         | Tokyo        | RJTO | OIM  | Flughafen Ōshima                    | {web} {pdf}         |
| Rebun                          | Hokkaidō     | RJCR | RBJ  | Flughafen Rebun                     | {web} {pdf}         |
| Rishirifuji                    | Hokkaidō     | RJER | RIS  | Flughafen Rishiri                   | {web} {pdf}         |
| Sado                           | Niigata      | RJSD | SDS  | Flughafen Sado                      | {web} {pdf}         |
| Sakata                         | Yamagata     | RJSY | SYO  | Flughafen Shonai                    | {web} {pdf}         |
| Shinkamigotō                   | Nagasaki     | RJDK |      | Flughafen Kamigotō                  | {pdf}               |
| Shirahama                      | Wakayama     | RJBD | SHM  | Flughafen Nanki-Shirahama           | {web} {pdf}         |
| Taketomi                       | Okinawa      | RORH | HTR  | Flughafen Hateruma                  | {pdf}               |
| Tamakawa                       | Fukushima    | RJSF | FKS  | Flughafen Fukushima                 | {web} {pdf}         |
| Tarama                         | Okinawa      | RORT | TRA  | Flughafen Tarama (stillgelegt)      | {pdf}               |
| Tarama                         | Okinawa      |      |      | Flughafen Neu-Tarama                |                     |
| Tokunoshima                    | Kagoshima    | RJKN | TKN  | Flughafen Tokunoshima               | {pdf}               |
| Tottori                        | Tottori      | RJOR | TTJ  | Flughafen Tottori                   | {web} {pdf}         |
| Toyama                         | Toyama       | RJNT | TOY  | Flughafen Toyama                    | {web1} {web2} {pdf} |
| Tsushima                       | Nagasaki     | RJDT | TSJ  | Flughafen Tsushima                  | {pdf}               |
| Wadomari                       | Kagoshima    | RJKB | OKE  | Flughafen Okinoerabu                | {pdf}               |
| Wajima                         | Ishikawa     | RJNW | NTQ  | Flughafen Noto                      | {web} {pdf}         |
| Yakushima                      | Kagoshima    | RJFC | KUM  | Flughafen Yakushima                 | {pdf}               |
| Yonaguni                       | Okinawa      | ROYN | OGN  | Flughafen Yonaguni                  | {pdf}               |
| Yoron                          | Kagoshima    | RORY | RNJ  | Flughafen Yoron                     | {pdf}               |
| Zamami                         | Okinawa      | ROKR | KJP  | Flughafen Kerama                    | {pdf}               |
| Nicht klassifizierte Flughäfen |              |      |      |                                     |                     |
| Amakusa                        | Kumamoto     | RJDA | AXJ  | Flughafen Amakusa                   | {web} {pdf}         |
| Bungo-Ōno                      | Ōita         | ROIT |      | Flughafen Ōitaken’ō                 | {web}               |
| Chitose                        | Hokkaidō     | RJCJ |      | Chitose Air Base                    |                     |
| Chōfu                          | Tokyo        | RJTF |      | Flughafen Chōfu                     | {web} {pdf}         |
| Fussa                          | Tokyo        | RJTY | OKO  | Yokota Air Base                     | {web}               |
| Ginowan                        | Okinawa      | ROTM |      | Marine Corps Air Station Futenma    | {web}               |
| Hiroshima                      | Hiroshima    | RJBH | HIW  | Flughafen Hiroshima-Nishi           | {web} {pdf}         |
| Iwakuni                        | Yamaguchi    | RJOI |      | Marine Corps Air Station Iwakuni    | {web}               |
| Kasaoka                        | Okayama      |      |      | Flugplatz Kasaoka                   |                     |
| Komatsu                        | Ishikawa     | RJNK | KMQ  | Flughafen Komatsu                   | {web} {pdf}         |
| Makurazaki                     | Kagoshima    |      |      | Flughafen Makurazaki                | {web} {pdf}         |
| Matsushige                     | Tokushima    | RJOS | TKS  | Flughafen Tokushima                 | {web} {pdf}         |
| Misawa                         | Aomori       | RJSM | MSJ  | Misawa Air Base / Misawa Airport    | {web} {pdf}         |
| Nagoya                         | Aichi        | RJNA | NKM  | Flugplatz Nagoya (Komaki)           | {web} {pdf}         |
| Ogasawara                      | Tokio        | RJAM | MUS  | Flugplatz Minami-Torishima          |                     |
| Okinawa                        | Okinawa      | RODN | DNA  | Kadena Air Base                     | {web}               |
| Omitama                        | Ibaraki      | RJAH |      | Flughafen Ibaraki                   |                     |
| Sapporo                        | Hokkaidō     | RJCO | OKD  | Flughafen Okadama                   | {web} {pdf}         |
| Teshikaga                      | Hokkaidō     |      |      | Flughafen Teshikaga                 | {pdf}               |
| Toyooka                        | Hyōgo        | RJBT | TJH  | Flughafen Tajima                    | {web} {pdf}         |
| Yonago                         | Tottori      | RJOH | YGJ  | Flughafen Miho-Yonago               | {web} {pdf}         |